# Park Narodowy Quebrada del Condorito
Park Narodowy Quebrada del Condorito (hiszp. Parque nacional Quebrada del Condorito) – park narodowy w Argentynie położony w zachodniej części prowincji Córdoba, w departamentach Punilla, Santa María i San Alberto. Został utworzony 28 listopada 1996 roku i zajmuje obszar 353,96 km². Jest częścią hydrologicznego rezerwatu przyrody – dużego obszaru chronionego o powierzchni 1500 km². Park został uznany w 2008 roku przez BirdLife International jako ostoja ptaków IBA.

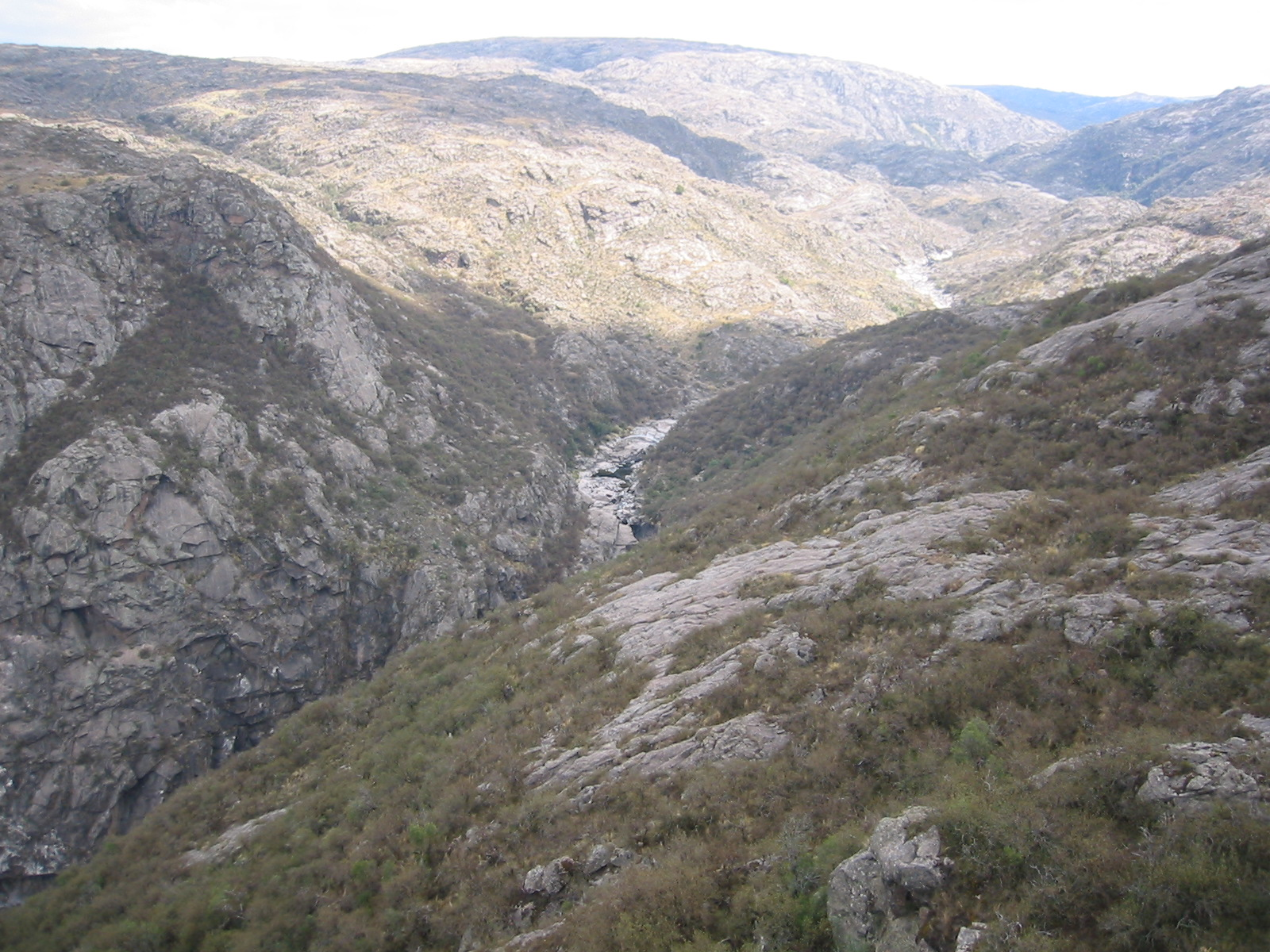
Jeden z wąwozów w parku

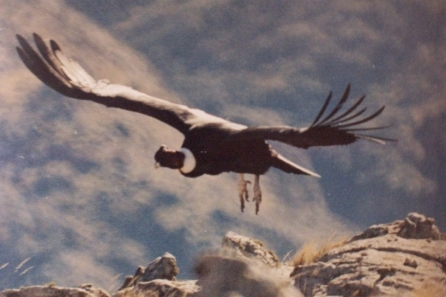
Kondor wielki

## Opis
Park położony jest w paśmie górskim Sierras Grandes (część Sierras de Córdoba) i obejmuje część płaskowyżu Pampa de Achala (na wysokości 1900–2300 m n.p.m.) oraz wąwozy (o głębokościach ponad 400 metrów) w centralnej części pasma. Park swą nazwę zawdzięcza największemu wąwozowi utworzonemu przez rzekę Quebrada del Condorito. Jest on w kształcie litery „V” o głębokości 800 metrów i szerokości do 1500 metrów.
Średnie temperatury w parku to +14,5 ºC latem i +5,5 ºC zimą. Opady deszczu dochodzą do 800 mm rocznie.

## Flora
Park znajduje się na terenie ekoregionu Chaco Seco (części Chaco Boreal). W wyższych partiach gór dominującą roślinnością są łąki z niewielkimi lasami Polylepis z gatunku Polylepis australis. W niższych partiach łąki ustępują miejsca zaroślom Heterothalamus alienus, a także drzewom takim jak Lithraea ternifolia i Maytenus boaria.
W parku występuje wiele krzewów endemicznych takich jak budleja z gatunku Buddleja cordobensis, berberys z gatunku Berberis hieronymi czy krocień z gatunku Croton myriodonnthus.

## Fauna
W parku gniazdują dwa gatunki ptaków zagrożonych wyginięciem. Jest to kondor wielki (kategoria zagrożenia VU według Czerwonej księgi gatunków zagrożonych) i urubitinga czubata (kategoria zagrożenia EN). Inne ptaki tu żyjące to m.in.: krogulec brazylijski, karakara czubata, aguja wielka, sokół wędrowny, sokół rdzawobrewy, kondor królewski, puchacz wirginijski, dzierzbotyran białosterny. 
Występuje kilka gatunków węży takich jak żararaka z gatunku Bothrops ammodytoides, żararaka urutu, żararaka z gatunku Bothrops neuwiedi diporus, koralówka z gatunku Micrurus pyrrhocryptus.
Ssaki żyjące w parku to m.in.: dydelf białouchy, wydrak długoogonowy, grizon mniejszy, skunksowiec andyjski, puma płowa, ocelot argentyński, leopardus pajeros, jaguarundi amerykański, nibylis andyjski, gwanako andyjskie.
W godle parku występuje żyjąca tu jaszczurka z gatunku Pristidactylus achalensis.